# Klaus-Dieter Bieler
Klaus-Dieter Bieler (República Federal Alemana, 5 de enero de 1949) fue un atleta alemán especializado en la prueba de 100 m, en la que consiguió ser medallista de bronce europeo en 1974.

## Carrera deportiva
En el Campeonato Europeo de Atletismo de 1974 ganó la medalla de bronce en los 100 metros, con un tiempo de 10.35 segundos, llegando a meta tras el soviético Valeriy Borzov (oro con 10.27 segundos) y el italiano Pietro Mennea (plata con 10.31 s).